# 生沼元
生沼 元（おいぬま はじめ、1979年1月27日 - 2005年9月16日）は、元ラグビー選手。

## プロフィール
- 東京都江戸川区出身。
- ポジションはロック(LO)。
- 身長 186cm、体重 100kg
- U19日本代表に選ばれたことがある。
- 弟の知裕もラグビー選手。

## 略歴
大東大一高校、大東文化大学を経てセコムラグビー部（現・狭山セコムラガッツ）に加入。
2003年、精巣腫瘍を患い手術をするも2005年に腫瘍が肺に転移し再発し同年9月16日逝去。